# Mentire con le statistiche
Mentire con le statistiche (How to Lie with Statistics) è un noto testo di Darrell Huff. L'edizione italiana è stata pubblicata da Monti & Ambrosini Editori su licenza di Pollinger Ltd.
Presentato ironicamente dall'autore come «una specie di breviario su come usare le statistiche per ingannare», il libro è in effetti un brillante corso di autodifesa contro distorsioni e manipolazioni dell'informazione attraverso l'uso di dati statistici, e appartiene a tutti gli effetti al genere della divulgazione scientifica.

Pubblicato per la prima volta nel 1954, ha venduto nella sola edizione inglese più di mezzo milione di copie, diventando il testo sulla statistica più letto di tutti i tempi.

Nel corso degli anni, molte edizioni si sono succedute, in inglese come in altre lingue. Nel 2003, la prima edizione cinese è stata pubblicata dal Department of Economics of Shanghai University. 
Nel 2005, in occasione del cinquantesimo anniversario della prima edizione, il prestigioso Institute of Mathematical Statistics ha dedicato al libro di Huff una sezione speciale della sua rivista.
L'edizione italiana riproduce le illustrazioni originali di Irving Geis, alla cui simpatica immediatezza si deve certamente parte del successo del libro.
Viene attribuita a Benjamin Disraeli la frase: There are three kinds of lies: lies, damned lies, and statistics ("Ci sono tre specie di bugie: le bugie, le sfacciate bugie, e le statistiche").